# Raorchestes resplendens
Espèce
Statut de conservation UICN

 CR B1ab(v)+2ab(v) : 
En danger critique
Raorchestes resplendens est une espèce d'amphibiens de la famille des Rhacophoridae.

## Répartition
Cette espèce est endémique de l'État du Kerala en Inde. Elle se rencontre :
- à environ 2 522 m d'altitude  dans le parc national d'Eravikulam ;
- à environ 2 695 m d'altitude sur l'Anamudi dans le district d'Idukki.

## Publication originale
- Biju, Shouche, Dubois, Dutta & Bossuyt, 2010 : A ground-dwelling rhacophorid frog from the highest mountain peak of the Western Ghats of India. Current Science, vol. 98, p. 1119-1125 (texte intégral).